# کولولا (سرده)
کولولا (سرده) (نام علمی: Cooloola) نام یک سرده از زیرراسته شمشیرک‌داران است.